# Collegio plurinominale Lombardia - 05
Il collegio elettorale plurinominale Lombardia - 05 è stato un collegio elettorale plurinominale della Repubblica Italiana per l'elezione del Senato tra il 2017 ed il 2022.

## Territorio
Come previsto dalla legge elettorale italiana del 2017, il collegio era stato definito tramite decreto legislativo all'interno della circoscrizione Lombardia.
Il collegio comprendeva la zona definita dai tre collegi uninominali Lombardia - 05 (Cologno Monzese), Lombardia - 06 (Monza) e Lombardia - 07 (Sesto San Giovanni).

## Dati elettorali

### XVIII legislatura
Come previsto dalla legge elettorale, 193 senatori erano eletti in 33 collegi plurinominali con ripartizione proporzionale a livello regionale tra le coalizioni e le singole liste che avessero superato la soglia di sbarramento stabilita.
Nel collegio venivano eletti 10 senatori.
| Liste          | Liste                                       | Proporzionale | Proporzionale | Proporzionale | Maggioritario | Maggioritario | Maggioritario |  |
| Liste          | Liste                                       | Voti          | %             | Seggi         | Voti          | %             | Seggi         |  |
| -------------- | ------------------------------------------- | ------------- | ------------- | ------------- | ------------- | ------------- | ------------- |  |
|                | Lega                                        | 228 995       | 24,39         | 2             | 403 591       | 42,99         | 3             |  |
|                | Forza Italia                                | 128 697       | 13,71         | 1             | 403 591       | 42,99         | 3             |  |
|                | Fratelli d'Italia                           | 35 639        | 3,80          | –             | 403 591       | 42,99         | 3             |  |
|                | Noi con l'Italia – UDC                      | 10 260        | 1,09          | –             | 403 591       | 42,99         | 3             |  |
|                | Partito Democratico                         | 211 172       | 22,49         | 2             | 247 279       | 26,34         | –             |  |
|                | +Europa                                     | 27 391        | 2,92          | –             | 247 279       | 26,34         | –             |  |
|                | Italia Europa Insieme                       | 4 826         | 0,51          | –             | 247 279       | 26,34         | –             |  |
|                | Civica Popolare                             | 3 890         | 0,41          | –             | 247 279       | 26,34         | –             |  |
|                | Movimento 5 Stelle                          | 231 530       | 24,66         | 2             | 231 530       | 24,66         | –             |  |
|                | Liberi e Uguali                             | 29 224        | 3,11          | –             | 29 224        | 3,11          | –             |  |
|                | Potere al Popolo!                           | 7 714         | 0,82          | –             | 7 714         | 0,82          | –             |  |
|                | CasaPound                                   | 7 512         | 0,80          | –             | 7 512         | 0,80          | –             |  |
|                | Il Popolo della Famiglia                    | 4 948         | 0,53          | –             | 4 948         | 0,53          | –             |  |
|                | Italia agli Italiani (FN - MSFT)            | 4 010         | 0,43          | –             | 4 010         | 0,43          | –             |  |
|                | Per una Sinistra Rivoluzionaria (PCL - SCR) | 2 092         | 0,22          | –             | 2 092         | 0,22          | –             |  |
|                | Partito Repubblicano Italiano – ALA         | 877           | 0,09          | –             | 877           | 0,09          | –             |  |
| Totale         | Totale                                      | 938 777       | 100           | 7             | 938 777       | 100           | 3             |  |
|                |                                             |               |               |               |               |               |               |  |
| Schede bianche | Schede bianche                              | 9 720         | 1,01          |               |               |               |               |  |
| Schede nulle   | Schede nulle                                | 14 751        | 1,53          |               |               |               |               |  |
| Votanti        | Votanti                                     | 963 248       | 77,57         |               |               |               |               |  |
| Elettori       | Elettori                                    | 1 241 727     |               |               |               |               |               |  |

## Eletti

### Eletti maggioritario
Eletti nella coalizione di centro-destra (Lega - FI - FdI - NcI-UDC)
| Collegio uninominale  | Eletto | Eletto                             | Partito |
| --------------------- | ------ | ---------------------------------- | ------- |
| 5. Cologno Monzese    |        | Emanuele Pellegrini                | Lega    |
| 6. Monza              |        | Stefania Gabriella Anastasia Craxi | FI      |
| 7. Sesto San Giovanni |        | Paolo Romani                       | FI      |

1. ↑  In data 22.07.2020 aderisce al gruppo misto, non iscritti; in data 05.08.2020 alla componente «ITALIA AL CENTRO (IDEA-CAMBIAMO!, EUROPEISTI, Noi di Centro (Noi Campani))».

### Eletti proporzionale
| Lega                             | Movimento 5 Stelle                     | Partito Democratico            | Forza Italia    |
| -------------------------------- | -------------------------------------- | ------------------------------ | --------------- |
|                                  |                                        |                                |                 |
| Massimiliano Romeo Simone Pillon | Alessandra Riccardi Gianmarco Corbetta | Franco Mirabelli Roberto Rampi | Alfredo Messina |

1. ↑  In data 23.06.2020 aderisce al gruppo Lega per Salvini Premier-Partito Sardo d'Azione. M5s, la senatrice Riccardi passa alla Lega: fu tra i voti decisivi in giunta per salvare Salvini dal processo sul caso Open Arms